# Monterrey Open 2018
Monterrey Open 2018 (також відомий під назвою Abierto GNP Seguros 2018 за назвою спонсора) — жіночий тенісний турнір, що проходив на відкритих кортах з твердим покриттям Club Sonoma в Монтерреї (Мексика). Це був 10-й за ліком Monterrey Open. Належав до серії International в рамках Туру WTA 2018. Тривав з 2 до 8 квітня 2018 року.

## Призові очки і гроші

### Розподіл очок
| Дисципліна       | П   | Ф   | ПФ  | ЧФ | 1/8 | 1/16 | Q   | Q3  | Q2  | Q1  |
| Одиночний розряд | 280 | 180 | 110 | 60 | 30  | 1    | 18  | 14  | 10  | 1   |
| Парний розряд    | 280 | 180 | 110 | 60 | 1   | Н/Д  | Н/Д | Н/Д | Н/Д | Н/Д |

### Розподіл призових грошей
| Дисципліна       | П       | Ф       | ПФ      | ЧФ     | 1/8    | 1/16   | Q3     | Q2   | Q1   |
| Одиночний розряд | $43,000 | $21,400 | $11,300 | $5,900 | $3,310 | $1,925 | $1,005 | $730 | $530 |
| Парний розряд*   | $12,300 | $6,400  | $3,435  | $1,820 | $960   | Н/Д    | Н/Д    | Н/Д  | Н/Д  |

*на пару

## Учасниці основної сітки в одиночному розряді

### Сіяні
| Країна      | Гравчиня             | Рейтинг1 | Сіяна |
| ----------- | -------------------- | -------- | ----- |
| Іспанія     | Гарбінє Мугуруса     | 3        | 1     |
| Словаччина  | Магдалена Рибарикова | 18       | 2     |
| Україна     | Леся Цуренко         | 41       | 3     |
| Угорщина    | Тімеа Бабош          | 47       | 4     |
| Пуерто-Рико | Моніка Пуїг          | 82       | 5     |
| Румунія     | Ана Богдан           | 85       | 6     |
| США         | Сачія Вікері         | 89       | 7     |
| Австралія   | Айла Томлянович      | 90       | 8     |

- 1 Рейтинг подано станом на 19 березня 2018.

### Інші учасниці
Нижче наведено учасниць, які отримали вайлд-кард на участь в основній сітці: 
- Вікторія Родрігес
- Ана Софія Санчес
- Рената Сарасуа

Нижче наведено гравчинь, які пробились в основну сітку через стадію кваліфікації:
- Юс'ю Мейтейн Арконада
- Марія Бузкова
- Валентіні Грамматікопулу
- Даліла Якупович

### Знялись з турніру
До початку турніру
- Сабіне Лісіцкі → її замінила  Одзакі Ріса
- Моніка Нікулеску → її замінила  Ірина Фалконі
- Анастасія Павлюченкова → її замінила  Керол Чжао

Під час турніру
- Леся Цуренко

## Учасниці основної сітки в парному розряді

### Сіяні
| Країна    | Гравчиня        | Країна   | Гравчиня        | Рейтинг1 | Сіяна |
| --------- | --------------- | -------- | --------------- | -------- | ----- |
| Японія    | Нао Хібіно      | Хорватія | Дарія Юрак      | 107      | 1     |
| Аргентина | Марія Ірігоєн   | Японія   | Мію Като        | 124      | 2     |
| Словенія  | Даліла Якупович | Росія    | Ірина Хромачова | 130      | 3     |
| Росія     | Анна Блінкова   | Білорусь | Лідія Морозова  | 178      | 4     |

- Рейтинг станом на 19 березня 2018.

### Інші учасниці
Нижче наведено пари, які отримали вайлдкард на участь в основній сітці:
- Йована Якшич /  Ана Софія Санчес
- Марсела Сакаріас /  Рената Сарасуа

### Знялись з турніру
Під час турніру
- Леся Цуренко

## Переможниці

### Одиночний розряд
- Гарбінє Мугуруса —  Тімеа Бабош, 3–6, 6–4, 6–3

### Парний розряд
- Наомі Броді /  Сара Соррібес Тормо —  Дезіре Кравчик /  Джуліана Ольмос, 3–6, 6–4, [10–8]